# Anastasiia Ianina
Anastasiia Ianina, née le 27 octobre 1993 à Moscou, est une rameuse russe concourant pour la Biélorussie depuis 2017, championne d'Europe en deux de couple poids léger avec Alena Furman.

## Biographie
En 2019, lors des Championnats d'Europe, elle est médaillée d'or en deux de couple poids léger avec sa compatriote Alena Furman devant les Françaises Laura Tarantola et Claire Bové.